# Mariano Enrique Calvo
Mariano Enrique Calvo de la Banda y Cuéllar (La Plata (hoy Sucre), Imperio español; 18 de julio de 1782 – Cochabamba, Bolivia; 29 de julio de 1842) fue un eminente jurisconsulto y político boliviano. Fue dos veces vicepresidente de Bolivia de 1835 a 1839 y de junio a septiembre de 1841. Su primera gestión fue en el gobierno de Andrés de Santa Cruz, en el cual fungió como encargado del Ejecutivo por las ausencias del titular. Para su segunda gestión, el cual sería de facto, proclamó como presidente a Santa Cruz —quien no logró asumir— y fungió el Ejecutivo hasta su asunción. Es considerado como el primer presidente civil de Bolivia.

## Biografía
Vástago de una familia integrante de la nobleza de la toga chuquisaqueña, provenía de una larga línea de oidores de la Real Audiencia de Charcas. Carlos III había declarado a su padre, Juan de Dios Calvo de la Banda y Antequera, un "recto, leal y fiel ministro" de la Corona. Realizó sus estudios de Derecho en la Universidad Mayor, Real y Pontificia de San Francisco Xavier de Chuquisaca, donde se tituló de abogado. 

### Independencia y la creación de la República
Durante la guerra de la Independencia estuvo inicialmente del lado realista, pasando luego a las filas de los patriotas. En 1818, bajo el gobierno realista, fue elegido regidor del Cabildo de La Plata, designación que fue observada por el presidente de la Real Audiencia de Charcas, José Pascual de Vivero y Salaverría, debido a que había ocupado el mismo cargo en los cabildos revolucionarios de 1813 y 1815. Ya instaurada la República, se destacó como colaborador de Andrés de Santa Cruz y Calahumana.

### Servicios a la Nación y al Estado bolivianos
Se desempeñó "con brillantez" como ministro de la Corte Suprema de Justicia de Bolivia. Fue ministro del Interior durante el Gobierno del mariscal de Ayacucho Antonio José de Sucre, y ministro de Relaciones Exteriores durante el Gobierno del mariscal de Zepita Andrés de Santa Cruz. Fue vicepresidente de la República, luego presidente del Estado Boliviano durante la época de la Confederación Perú-Boliviana entre 1836 y 1839. "Abogado de gran reputación" y de "carácter pacífico e incapaz de inspirar recelo", fue el vicepresidente que ocupó por más tiempo (casi dos años y medio) la presidencia interina del país en reemplazo del presidente, al hallarse Santa Cruz en territorio peruano en el proceso de formación del protectorado de la Confederación Perú-Boliviana. Presidió el Congreso de Tapacarí en 1836, que aprobó el gobierno de la "Restauración" el 11 de junio de aquel año.

### Condecoraciones
El 21 de junio de 1836 fue nombrado Jefe de las Guardias Nacionales de Bolivia, y condecorado con el título de Conservador de la Paz, la cual podía usar  en sus dictados, asimismo se lo condecoró con una medalla de oro guarnecida de brillantes, que tenía en su anverso el emblema de la República con la siguiente inscripción en el círculo: "El Congreso de la República Boliviana". En el reverso, un brazo extendido, teniendo en la mano el árbol de la libertad circuido de ramas de oliva, con la siguiente  inscripción en el círculo: "Al Conservador de la Paz Mariano Enrique Calvo".

### Influencia sobre las codificaciones santacrucinas
El Código Penal Santa Cruz del Estado Sud-Peruano, promulgado el 22 de junio de 1836, y el Código Penal Santa Cruz del Estado Nor-Peruano, promulgado el 15 de noviembre de 1836, si bien reprodujeron la sistemática del Código Penal Boliviano de 1831, incorporaron las modificaciones formuladas por Calvo de la Banda en 1834, las que exhibían una "marcada tónica ilustrada".
Considerado por sus contemporáneos, por la pureza de su estilo, como uno de los mejores prosistas de Bolivia, Calvo de la Banda había referídose a la legislación castellano-indiana que regía antes de los códigos santacrucinos, al defender la necesidad de esta codificación —citado por el historiador chileno Alejandro Guzmán Brito— en estos términos:

Es de más recordar el fárrago que hay de ellas, la multiplicidad de sus códigos, la pugna de unos con otros, la repetición de unas mismas dispocisiones, la antilogía que algunas leyes ofrecen en su propia redacción y hasta lo pesada de ésta y su desusado lenguaje.

### Encargado del Poder Ejecutivo (1841)
Asumió la presidencia de la República de Bolivia el 9 de julio de 1841, invocando la legalidad del gobierno depuesto de Santa Cruz del que había formado parte, al tomar su gobierno el nombre de "Regeneración". Duró solo 75 días en el gobierno. Poco o nada es lo que pudo hacer en tan poco tiempo y en situación de gobierno tan precaria. La "Regeneración", vió muy pronto alzarse contra ella a casi todos los pueblos de Bolivia, que proclamaron al general Ballivián, quien permanecía proscrito en el Perú. Primero fué Potosi, después Sucre, luego Santa Cruz, Cochabamba, Tarija y, finalmente, el Ejército, que hicieron causa común en favor de Ballivián; hasta que al fín el Batallón 5º de Infantería, se pronunció francamente el día 22 de septiembre, abandonando su acantonamiento de Laja, para ir a situarse a Tiwanaku en espera del caudillo que debía venir del Perú precipitando su caida. Poco después murió en Cochabamba, el 29 de julio de 1842.

## Obras
Publicó varias obras, entre ellas:
- Observaciones sobre la reforma que debe hacerse del Código penal boliviano. La Paz de Ayacucho: Imprenta del Colegio de las Artes (1834)
- Memoria del ministro del Interior a las Cámaras Constitucionales de Bolivia. Sucre: Imprenta Chuquisaqueña (1834)
- Contestación al manifiesto publicado por el gobierno de Buenos-Aires sobre las razones con que pretende justificar la declaratoria de guerra que ha espedido en 19 de mayo último. Chuquisaca: Imprenta del Congreso (1837)